# Raïdou Boina Bacar
Raïdou Boina Bacar, né le 4 août 1992 à Fomboni, est un footballeur international comorien évoluant au poste de milieu de terrain pour l'US Zilimadjou en première division comorienne ainsi qu'avec la sélection des Comores. 

## Biographie

### Carrière en club
Raïdou Boina Bacar évolue au Fomboni FC de 2017 à 2019 puis à l'US Zilimadjou à partir de 2020.

### Carrière internationale
Raïdou Boina Bacar réalise ses débuts avec l'équipe nationale des Comores lors d'un match de qualification pour le Championnat d'Afrique des nations de football 2016 contre le Zimbabwe le 21 juin 2015 (défaite 2-0). Il dispute les qualifications pour le Championnat d'Afrique des nations de football 2018, marquant un but contre le Lesotho le 23 juillet 2017 (victoire 2-0). Il dispute la Coupe COSAFA 2019 qui voit les Comoriens éliminés en quarts de finale ; il marque un but en phase de groupes contre l'Eswatini. Il joue également les Jeux des îles de l'océan Indien 2019.